# Grand Prix Formule 1 van Canada 2022
De Grand Prix Formule 1 van Canada 2022 werd verreden op 19 juni op het Circuit Gilles Villeneuve in Montreal. Het was de negende race van het seizoen.

## Vrije trainingen

### Uitslagen
- Enkel de top vijf wordt weergegeven.

| Vrije training 1 | Pos. | Nr. | Coureur          | Constructeur          | Tijd     |
| ---------------- | ---- | --- | ---------------- | --------------------- | -------- |
| Vrije training 1 | 1    | 1   | Max Verstappen   | Red Bull Racing-RBPT  | 1:15.158 |
| Vrije training 1 | 2    | 55  | Carlos Sainz jr. | Ferrari               | 1:15.404 |
| Vrije training 1 | 3    | 14  | Fernando Alonso  | Alpine-Renault        | 1:15.531 |
| Vrije training 1 | 4    | 11  | Sergio Pérez     | Red Bull Racing-RBPT  | 1:15.619 |
| Vrije training 1 | 5    | 16  | Charles Leclerc  | Ferrari               | 1:15.666 |
| Vrije training 2 | Pos. | Nr. | Coureur          | Constructeur          | Tijd     |
| Vrije training 2 | 1    | 1   | Max Verstappen   | Red Bull Racing-RBPT  | 1:14.127 |
| Vrije training 2 | 2    | 16  | Charles Leclerc  | Ferrari               | 1:14.208 |
| Vrije training 2 | 3    | 55  | Carlos Sainz jr. | Ferrari               | 1:14.352 |
| Vrije training 2 | 4    | 5   | Sebastian Vettel | Aston Martin-Mercedes | 1:14.442 |
| Vrije training 2 | 5    | 14  | Fernando Alonso  | Alpine-Renault        | 1:14.543 |
| Vrije training 3 | Pos. | Nr. | Coureur          | Constructeur          | Tijd     |
| Vrije training 3 | 1    | 14  | Fernando Alonso  | Alpine-Renault        | 1:33.836 |
| Vrije training 3 | 2    | 10  | Pierre Gasly     | AlphaTauri-RBPT       | 1:33.889 |
| Vrije training 3 | 3    | 5   | Sebastian Vettel | Aston Martin-Mercedes | 1:33.891 |
| Vrije training 3 | 4    | 31  | Esteban Ocon     | Alpine-Renault        | 1:34.003 |
| Vrije training 3 | 5    | 3   | Daniel Ricciardo | McLaren-Mercedes      | 1:34.110 |

## Kwalificatie
Max Verstappen behaalde de vijftiende pole position in zijn carrière.
| Pos.                   | Nr. | Coureur          | Constructeur          | Kwalificatietijden | Kwalificatietijden | Kwalificatietijden | Grid  |
| Pos.                   | Nr. | Coureur          | Constructeur          | Q1                 | Q2                 | Q3                 | Grid  |
| ---------------------- | --- | ---------------- | --------------------- | ------------------ | ------------------ | ------------------ | ----- |
| 1                      | 1   | Max Verstappen   | Red Bull Racing-RBPT  | 1:32.219           | 1:23.746           | 1:21.299           | 1     |
| 2                      | 14  | Fernando Alonso  | Alpine-Renault        | 1:32.277           | 1:24.848           | 1:21.944           | 2     |
| 3                      | 55  | Carlos Sainz jr. | Ferrari               | 1:32.781           | 1:25.197           | 1:22.096           | 3     |
| 4                      | 44  | Lewis Hamilton   | Mercedes              | 1:33.841           | 1:25.543           | 1:22.891           | 4     |
| 5                      | 20  | Kevin Magnussen  | Haas-Ferrari          | 1:32.957           | 1:26.254           | 1:22.960           | 5     |
| 6                      | 47  | Mick Schumacher  | Haas-Ferrari          | 1:33.707           | 1:25.684           | 1:23.356           | 6     |
| 7                      | 31  | Esteban Ocon     | Alpine-Renault        | 1:33.012           | 1:26.135           | 1:23.529           | 7     |
| 8                      | 63  | George Russell   | Mercedes              | 1:33.160           | 1:24.950           | 1:23.557           | 8     |
| 9                      | 3   | Daniel Ricciardo | McLaren-Mercedes      | 1:33.636           | 1:26.375           | 1:23.749           | 9     |
| 10                     | 24  | Zhou Guanyu      | Alfa Romeo-Ferrari    | 1:33.692           | 1:26.116           | 1:24.030           | 10    |
| 11                     | 77  | Valtteri Bottas  | Alfa Romeo-Ferrari    | 1:33.689           | 1:26.788           |                    | 11    |
| 12                     | 23  | Alexander Albon  | Williams-Mercedes     | 1:34.047           | 1:26.858           |                    | 12    |
| 13                     | 11  | Sergio Pérez     | Red Bull Racing-RBPT  | 1:33.929           | 1:33.127           |                    | 13    |
| 14                     | 4   | Lando Norris     | McLaren-Mercedes      | 1:34.066           | Geen tijd          |                    | 14    |
| 15                     | 16  | Charles Leclerc  | Ferrari               | 1:33.008           | Geen tijd          |                    | 19 *1 |
| 16                     | 10  | Pierre Gasly     | AlphaTauri-RBPT       | 1:34.492           |                    |                    | 15    |
| 17                     | 5   | Sebastian Vettel | Aston Martin-Mercedes | 1:34.512           |                    |                    | 16    |
| 18                     | 18  | Lance Stroll     | Aston Martin-Mercedes | 1:35.532           |                    |                    | 17    |
| 19                     | 6   | Nicholas Latifi  | Williams-Mercedes     | 1:35.660           |                    |                    | 18    |
| 20                     | 22  | Yuki Tsunoda     | AlphaTauri-RBPT       | 1:36.575           |                    |                    | 20 *2 |
| Q1 107% tijd: 1:38.674 |     |                  |                       |                    |                    |                    |       |

*1 Charles Leclerc moest de Grand Prix achteraan starten vanwege het plaatsen van een nieuwe elektronische regeleenheid en een motorwissel (hij kreeg namelijk een nieuwe verbrandingsmotor, turbo, MGU-H en MGU-K).

*2 Yuki Tsunoda moest de Grand Prix achteraan starten na het vervangen van zijn derde motor.

## Wedstrijd
Max Verstappen startte zijn honderdvijftigste race vanaf de eerste plaats, hij behaalde de zesentwintigste Grand Prix-overwinning in zijn carrière.
| Pos.               | Nr. | Coureur          | Constructeur          | Rondes | Tijd / Oorzaak Uitval | Grid | Punten |
| ------------------ | --- | ---------------- | --------------------- | ------ | --------------------- | ---- | ------ |
| 1                  | 1   | Max Verstappen   | Red Bull Racing-RBPT  | 70     | 1:36:21.757           | 1    | 25     |
| 2                  | 55  | Carlos Sainz jr. | Ferrari               | 70     | +0.993                | 3    | 19S    |
| 3                  | 44  | Lewis Hamilton   | Mercedes              | 70     | +7.006                | 4    | 15     |
| 4                  | 63  | George Russell   | Mercedes              | 70     | +12.313               | 8    | 12     |
| 5                  | 16  | Charles Leclerc  | Ferrari               | 70     | +15.168               | 19   | 10     |
| 6                  | 31  | Esteban Ocon     | Alpine-Renault        | 70     | +23.890               | 7    | 8      |
| 7                  | 77  | Valtteri Bottas  | Alfa Romeo-Ferrari    | 70     | +25.247               | 11   | 6      |
| 8                  | 24  | Zhou Guanyu      | Alfa Romeo-Ferrari    | 70     | +26.952               | 10   | 4      |
| 9                  | 14  | Fernando Alonso  | Alpine-Renault        | 70     | +29.945 *1            | 2    | 2      |
| 10                 | 18  | Lance Stroll     | Aston Martin-Mercedes | 70     | +38.222               | 17   | 1      |
| 11                 | 3   | Daniel Ricciardo | McLaren-Mercedes      | 70     | +43.047               | 9    |        |
| 12                 | 5   | Sebastian Vettel | Aston Martin-Mercedes | 70     | +44.245               | 16   |        |
| 13                 | 23  | Alexander Albon  | Williams-Mercedes     | 70     | +44.893               | 12   |        |
| 14                 | 10  | Pierre Gasly     | AlphaTauri-RBPT       | 70     | +45.183               | 15   |        |
| 15                 | 4   | Lando Norris     | McLaren-Mercedes      | 70     | +52.145 *2            | 14   |        |
| 16                 | 6   | Nicholas Latifi  | Williams-Mercedes     | 70     | +59.978               | 18   |        |
| 17                 | 20  | Kevin Magnussen  | Haas-Ferrari          | 70     | +1:08.180             | 5    |        |
| DNF                | 22  | Yuki Tsunoda     | AlphaTauri-RBPT       | 47     | Ongeluk               | 20   |        |
| DNF                | 47  | Mick Schumacher  | Haas-Ferrari          | 18     | Hydrauliek            | 6    |        |
| DNF                | 11  | Sergio Pérez     | Red Bull Racing-RBPT  | 7      | Versnellingsbak       | 13   |        |
| Bron: formula1.com |     |                  |                       |        |                       |      |        |

S Carlos Sainz jr. reed voor de tweede keer in zijn carrière een snelste ronde en behaalde hiermee een extra punt.

*1 Fernando Alonso heeft een tijdstraf van vijf seconden gekregen voor het slingeren op het rechte stuk.

*2 Lando Norris ontving een tijdstraf van vijf seconden voor te snel rijden in de pitstraat.

## Tussenstanden wereldkampioenschap
Betreft tussenstanden voor het wereldkampioenschap na afloop van de race.

### Coureurs
| Pos. | Nr. | Coureur          | Constructeur         | Punten |
| ---- | --- | ---------------- | -------------------- | ------ |
| 1    | 1   | Max Verstappen   | Red Bull Racing-RBPT | 175    |
| 2    | 11  | Sergio Pérez     | Red Bull Racing-RBPT | 129    |
| 3    | 16  | Charles Leclerc  | Ferrari              | 126    |
| 4    | 63  | George Russell   | Mercedes             | 111    |
| 5    | 55  | Carlos Sainz jr. | Ferrari              | 102    |
| 6    | 44  | Lewis Hamilton   | Mercedes             | 77     |
| 7    | 4   | Lando Norris     | McLaren-Mercedes     | 50     |
| 8    | 77  | Valtteri Bottas  | Alfa Romeo-Ferrari   | 46     |
| 9    | 31  | Esteban Ocon     | Alpine-Renault       | 39     |
| 10   | 14  | Fernando Alonso  | Alpine-Renault       | 18     |

### Constructeurs
| Pos. | Constructeur          | Punten |
| ---- | --------------------- | ------ |
| 1    | Red Bull Racing-RBPT  | 304    |
| 2    | Ferrari               | 228    |
| 3    | Mercedes              | 188    |
| 4    | McLaren-Mercedes      | 65     |
| 5    | Alpine-Renault        | 57     |
| 6    | Alfa Romeo-Ferrari    | 51     |
| 7    | AlphaTauri-RBPT       | 27     |
| 8    | Aston Martin-Mercedes | 16     |
| 9    | Haas-Ferrari          | 15     |
| 10   | Williams-Mercedes     | 3      |